# Хітмен
«Хітмен», (англ. «Hitman») — кіноадаптація серії відеоігор Hitman, світова прем'єра якої відбулась 21 листопада 2007 року.

## Сюжет
Агент 47 найнятий для вбивства президента Росії Михайла Бєлікова. Завдання виконано успішно: снайперська куля точно уражає ціль. Проте оплата затримується: таємничий замовник вимагає вбивства свідка — російської повії. Як виявляється, це лише привід, щоб убити кілера і замести сліди. Тим часом ЗМІ повідомляють, що Бєліков лише поранений. Агент 47 розуміє, що вбив двійника, та намагається вийти на замовників і, можливо, довести місію до кінця, убивши справжнього президента. Життя і переміщення кілера ускладнюють як Інтерпол, так і ФСБ. Агент 47 звертається за допомогою до ЦРУ і вбиває в Стамбулі брата президента Бєлікова, щоб вийти на свою жертву на похороні. Фінальний бій розгортається у старовинному православному соборі, де агент 47 вбиває людину, що ховається під маскою президента Бєлікова. Кілера заарештовує Інтерпол, однак раптово йому допомагає ЦРУ. В останній сцені кілер робить великодушний жест: купує своїй супутниці (російській повії) виноградник і усуває кілера, який отримав на неї замовлення.

## Актори
- Тімоті Оліфант — Агент 47, кілер Організації
- Дуґрей Скотт — Майкл Віттіер, інспектор Інтерпола
- Ольга Куриленко — Ніка Вороніна, повія
- Роберт Неппер — Юрій Марклов, старший офіцер ФСБ
- Ульріх Томсен — Михайло Бєліков, президент РФ, та його двійник
- Генрі Єн К'юсик — Удра Бєліков, брат Михайла, торговець зброєю
- Джеймс Фолькнер — Карлтон Сміт, старший офіцер ЦРУ

## Знімання
У лютому 2003 творці «Hitman» Eidos і IO Interactive почали переговори з голлівудськими компаніями щодо створення фільму на основі гри. Twentieth Century Fox зрештою отримали права на знімання й найняли сценариста Скіпа Вудса, який мав написати сценарій з актором Він Дізелем — виконавчим продюсером фільму, який також повинен був зіграти роль 47. У грудні 2006 Він Дізель відмовився від своєї ролі. Пішли чутки, що замість нього на місце 47 візьмуть Тімоті Оліфанта, але актор говорив, що це ще не підтверджено.
У січні 2007 Оліфант був затверджений на роль, також режисером був обраний Ксав'є Жанс. У березні актор Дуґрей Скотт був обраний для ролі суперника Агента 47, разом з Ольгою Куриленко, Робертом Неппером, Ульріхом Томсеном і Майклом Оффеєм. Знімання розпочалися 27 березня 2007 року в Софії (Болгарія) і тривали 12 тижнів. Другий підрозділ також знімав в Лондоні, Стамбулі, Санкт-Петербурзі і ПАР.

## Критика
Фільм був сприйнятий прохолодно. Хоч він і окупився (касові збори склали $100 млн), огляди вийшли розгромними: Rotten Tomatoes — 14 %, Metacritic — 35 %.

## Касові збори
Під час показу в Україні, що розпочався 29 листопада 2007 року, протягом перших вихідних фільм демонстрували на 56 екранах, що дозволило йому зібрати $296616 і посісти перше місце в кінопрокаті того тижня. Фільм опустився на третю сходинку українського кінопрокату наступного тижня, адже демонструвався вже на 55 екранах і зібрав за ті вихідні ще $94070. Загалом фільм у кінопрокаті України пробув чотири тижні і зібрав $498 413, посівши 37-ме місце серед найбільш касових фільмів 2007 року.
У США та Канаді за перший вікенд «Хітмен» зібрав $13,1 мільйона, посівши четверте місце у бокс-офісі. Станом на 13 березня 2008 року фільм зібрав $39,7 мільйона у США та Канаді і $60,2 у решті країн, що в цілому склало $99,9 мільйона, перевищивши його бюджет у $24 мільйони доларів. Продажі DVD лише у США склали $27,8 мільйона, що робить загальний валовий збір фільму близько $128 мільйонів, не враховуючи права на телевізійний показ.

## Український дубляж
Фільм дубльовано студією «1+1». Ролі дублювали: Тімоті Оліфант — Андрій Твердак, Дюґрей Скот — Олег Лепенець, Ольга Куриленко — Наталя Ярошенко, Міхаель Оффей — Михайло Жонін, Роберт Неппер — Юрій Коваленко, Джеймс Фолькнер — Олександр Задніпровський, Ульріх Томсен — Олександр Завальський, а також: Юлія Перенчук, Людмила Ардельян, Максим Кондратюк, Анатолій Зіновенко та інші.

## Цікаві факти
- На 19 хвилині фільму можна побачити кількох підлітків, що грають у відеогру Hitman: Blood Money.
- У частині фільму, де розповідається про навчання в таборі з підготовки вбивць, використані кадри із серіалу «Темний ангел», в якому описується схожа школа, і дітям наносять такі ж татуювання у вигляді штрих-коду (правда, не на потилицю, а на шию).
- Цікавим фактом є те, що за сюжетами ігор гравець вважається більш професійним, якщо він вбиває якомога менше людей і підіймає щонайменше шуму, а у фільмі присутні безліч перестрілок, що не сходиться з ідейним задумом ігор. Якщо оцінити фільм з точки зору гри, 47 не вважався б професіоналом високого рівня.
- Існує альтернативна кінцівка фільму, в якій Ніка Вороніна гине — її розстрілює на вулиці невідомий кілер із проїжджого повз дівчину автомобіля. 47-й в цей момент стоїть на даху і спостерігає за всім, що відбулося, через оптику снайперської гвинтівки.

## Ляпи
- 10-а хвилина фільму. Агент 47 стоїть на балконі готелю в Санкт-Петербурзі. Чути бій московських Кремлівських курантів.
- 26-а хвилина фільму. Татуювання на щоці Ніки «танцює» з лівої щоки на праву і назад (варіант — 47-й дивиться то прямо на неї, то на її відбиток у дзеркалі, що стоїть в номері готелю).
- 29-а хвилина фільму. На вокзалі голосовий супровід. Перший раз вимовляється «Потяг з Сертолова прибуває на першу колію». Вдруге вимовляється «Повторюю. Потяг з Сертолова прибуває на третю колію». До речі, в місті Сертолово залізничне сполучення відсутнє.
- 14-а хвилина фільму. Агент Інтерполу, розмовляючи по телефону зі своїм начальником, говорить, що в Бєлікова влучив з відстані чотири кілометри. Це неможливо, оскільки навіть остання найдосконаліша снайперська гвинтівка стріляє без грубих осічок на відстань 1,5-2,0 кілометра. На такій великій відстані похибка може перевищувати кілька метрів.
- 69-а хвилина фільму. У написі на формах співробітників ФСБ середня літера «С» дзеркально відбита. Ще одна деталь — ці співробітники носять каски східнонімецького зразка. Спецпризначенці, які захоплюють 47-го після вбивства двійника Бєлікова, одягнуті в ізраїльські протигази, в яких відсутня фільтрувальна коробка на отворі для дихання.
- Також, коли на екрані показують Кремль, знизу ми бачимо напис: «Санкт-Петербург».
- Більша частина фільмувань проводилася в Софії. Тому у фільмі можна помітити безліч болгарських написів: «народен театър», «поща», «Муняград», «Оръжие» тощо.
- У соборі в Санкт-Петербурзі, де відспівують убитого 47-м брата президента РФ Бєлікова, стоять лави, як в католицькому храмі, а коли машина з арештованим 47-м від'їжджає від цього собору, на задньому плані видно гори.
- Також здається абсурдним поява в кінці фільму агентів ЦРУ, які мають надзвичайні повноваження для перевірки співробітників Інтерполу на причетність до терактів, з урахуванням того факту, що дія відбувається на території Російської Федерації. (Агент Сміт: «Нас тут немає, і якщо ми зрешетимо вас [співробітників Інтерполу] автоматними чергами, потім виявиться, що цього не було».)
- Агент 47 і Ніка в'їжджають до Росії на машині прямо з Туреччини, на екрані з'являється напис «Russian Border — Turkey» (Російський кордон — Туреччина). Росія не має сухопутного кордону з Туреччиною.
- Капітан Гуднаєв і генерал Кормаров носять вигадані погони та форму. Зокрема, в Кормарова генеральські зірки розташовані, як у полковника (трикутником, а не в ряд); у капітана Гуднаєва на погонах дві смуги, як у старшого офіцерського складу, тоді як на справжніх капітанських погонах РФ смуга одна — як у молодшого офіцерського складу. У випадку Гуднаєва його погони відповідають званню, вищому за полковника — три зірки), адже в нього їх чотири, проте такого «чотиризіркового» звання старшого офіцерського складу в РФ не існує. Також, видаючи себе за російського офіцера, агент 47 носить погони із п'ятьма зірками, які взагалі не відповідають жодному званню.
- 57-а хвилина фільму. Удра Бєліков показує штурмову гвинтівку M4 і каже: «Якщо ви шукаєте бойову гвинтівку, є M203 з гранотометом під створом». Але M203 — це кодифікована назва самого підствольного гранатомету, який приєднується до M4, M16A2 та деяких інших гвинтівок — безпосередньо або за допомогою системи M203PI. Крім того, брат Бєлікова називає калібр патронів 7,63, але карабін M4 стріляє патронами калібру 5,56 мм. (Тут варто зауважити, що далі Хітмен говорить, що Удра помиляється в описі кожного виду зброї.)
- В англійській озвучці більшість персонажів, що говорять російською, роблять це з дуже сильним акцентом, через який часом спотворюється сенс сказаного: наприклад, під час обшуку в номері капітан Гуднаєв вимовляє замість «пошли!» («ходімо!») — «пожри!» («жери!»). В українському дубляжі цей недолік усунутий.
- Після захоплення президента в церкві, 47-й здійснює близько 24 пострілів зі свого кольта, тоді як максимальна місткість магазина становить всього 7 патронів.
- 41-а хвилина фільму. На вокзалі агент 47 стріляє в Майка з кольта 45 (!) калібру, і Майка рятує простий бронежилет, здатний витримати хіба що удар ножем. При цьому в нього дивним чином не залишається навіть вм'ятини на жилеті, коли той знімають лікарі швидкої.
- Коли Хітмен говорив з агентством щодо виконаного замовлення (вбивства президента), то сказав, що куля увійшла президентові в носову порожнину, але під час вбивства було видно, що кілер цілився в лоб і влучив у центр лоба.
- Ляпом, який став уже класичним, через те, що присутній у багатьох американських фільмах, що зображають СРСР, Росію чи пострадянські країни є те, що силові структури у будь-яку пору року носять шапки-вушанки.
- Напис на хресті Хітмена («Покладись на Бога і він укаже тобі шлях», в оригіналі «Положись на Бога и он укажет тебе путь») — не із Псалмів, як стверджує Віттіер; насправді, це — скорочена цитата з Приповістей 3:5-6 («Надійся на Господа всім своїм серцем, а на розум свій не покладайся! Пізнавай ти Його на всіх дорогах своїх, і Він випростує твої стежки»).
- Під час сутички в туалетній кімнаті, 47-й стріляє в гладкого охоронця один раз, проте в того на спині з'являється два кульових отвори.
- На вокзалі 47-й стріляє в іншого кілера (в обидві руки) з пістолета з чорним глушником, але далі продовжує свій шлях у вагоні з пістолетом, на якому хромований глушник.
- Під час бою з іншими агентами Організації, 47-й висмикує з мертвого тіла закривавлені клинки, які в наступному кадрі стають чистими. Також забризканий кров'ю після вбивства Удри агент 47 повертається до номеру готелю в чистому костюмі та сорочці.
- Розмазаний в усіх перших сценах макіяж Ніки стає нормальним, після того як Хітмен дає їй в машині бутерброд.
- Агент 47 випускає Ніку з багажника Audi S5, але далі вони їдуть у кабріолеті Audi A4.
- Помічник Віттіера повідомляє інспектору, що Удра Беліков знайдений мертвим «три години тому», через хвилину дикторка теленовин говорить, Михайло Беліков «відвідає похорон свого брата Удри, який помер два дні тому».
- Штаб-квартира Інтерполу розташована в Ліоні (Франція), а не в Лондоні, як стверджує напис у кадрі. Під час показу напису «Москва — Росія» демонструється Казанський собор у Санкт-Петербурзі.
- Рятуючись від інспектора Інтерполу 47-й стрибає з вікна в канал, проте це неможливо зробити в Санкт-Петербурзі, де канали не проходять безпосередньо біля будинків: між ними завжди є вулиця та два пішохідних тротуари (тобто, мінімум 10 метрів відстані; судячи з назви готелю напроти — Kempinski Hotel Moika 22 — події відбуваються на набережній річки Мойка, де відстань ще більша).
- Часта помилка подібних фільмів: Інтерпол ніколи не проводить безпосередні розслідування в країнах-членах організації, а політичні злочини не розслідують взагалі ніде.